# Vrijdagmoskee van Delhi

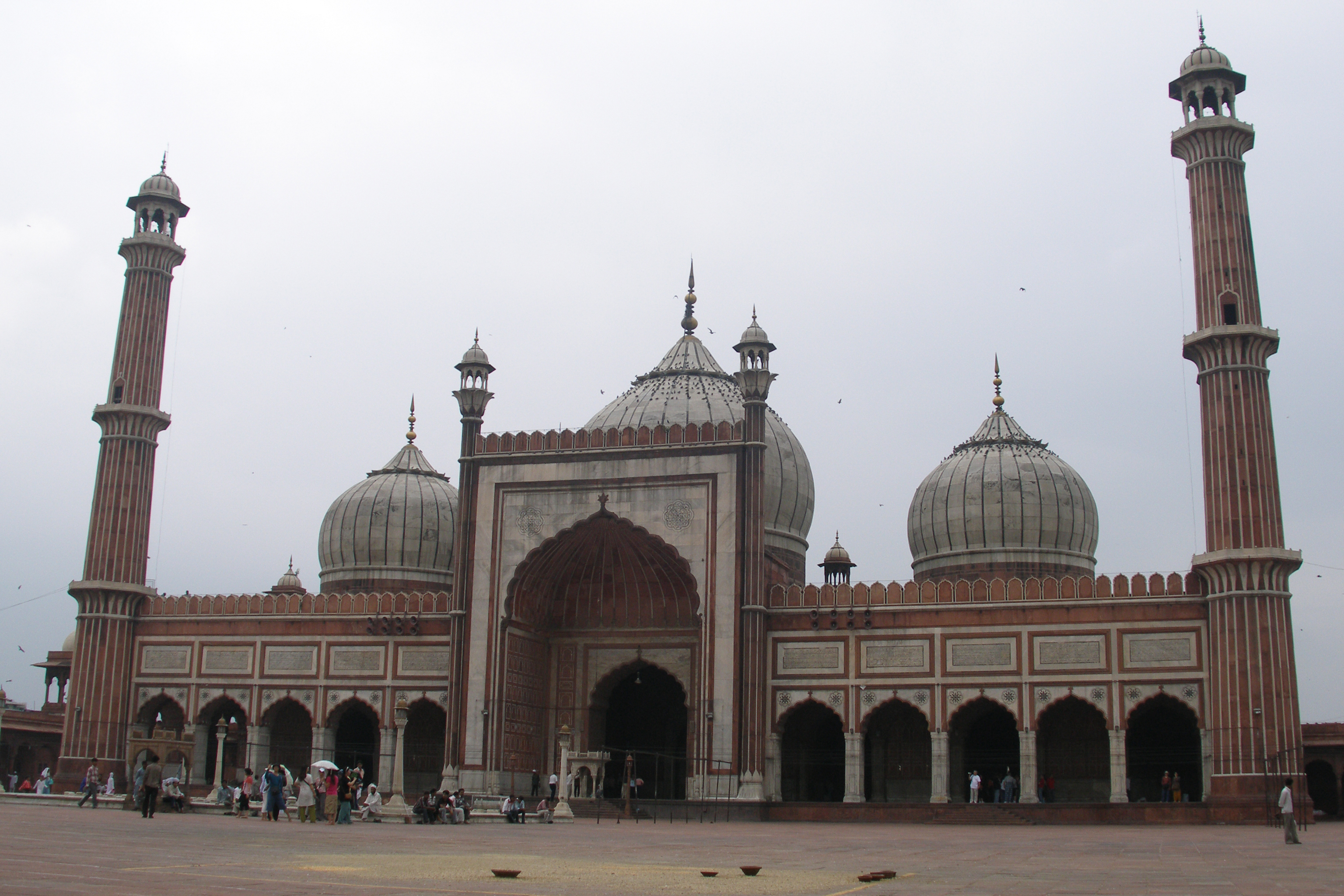
De Vrijdagmoskee van Delhi

De Vrijdagmoskee van Delhi of de Masjid-i-Jahan Numa (مسجد جھان نمہ) is de belangrijkste moskee van Delhi in India. De moskee werd gebouwd door de Mogel Sjah Jahan. De bouw was in 1656 gereed. Het is een van de grootste en bekendste moskeeën van India.